# Міядзакі Хаяо
Міядза́кі Ха́яо або Міяза́кі Ха́яо (яп. 宮崎 駿, みやざき はやお; нар. 5 січня 1941, Токіо) — японський режисер анімаційних фільмів, автор численної манґи. Випускник політико-економічного факультету університету Ґакушюін. Співзасновник анімаційної студії Ghibli, з квітня 2005 року по 2014 — її директор. Власник Музею студії Ghibli. Відомий також під псевдонімами Акіцу Сабуро (秋津 三朗) і Терукі Цутому (照樹 務).
Міядзакі Хаяо — один з найвідоміших у світі японських мультиплікаторів і анімаційних режисерів. Його часто називають азійським Волтом Діснеєм, хоча сам аніматор не любить цього порівняння. В Японії Міядзакі прославився завдяки повнометражним анімаційним шедеврам «Навсікая з Долини Вітрів» (1984), «Небесний замок Лапута» (1986), «Мій сусід Тоторо» (1988). На Заході він став широко відомим після випуску у 1997 році його фільму «Принцеса Мононоке». У 2003 році твір Міядзакі «Віднесені привидами» отримав премію Оскар за найкращий анімаційний фільм року. Останньою на цей час повнометражною роботою режисера є фільм «Як ти живеш?» (2023).

## Біографія
Народився в місті Акебоно-те, розташованому в одному з 23 спеціальних районів префектури Токіо — Бунке-ку. Батько, Кацудзі Міядзакі, під час Другої світової війни був директором сімейної компанії Miyazaki Airplane, що виготовляла деталі до військових літаків A6m Zero. Родина жила заможно, проте під час війни часто мусила переїжджати з місця на місце, оскільки виробництво переносилося у різні місця, визнані безпечними. Коли Хаяо було 3 роки, родина опинилася під час бомбардування в місті Уцуномія. Хоча ніхто з Міядзакі не постраждав, ця подія залишила відбиток у пам'яті Хаяо на все життя, що потім відобразилося в антивоєнній тематиці багатьох його творів. Мав трьох братів: Арато, Ютако та Шіро.
Після війни, в 1947, у матері було діагностовано спинний туберкульоз. У період з 1947 по 1955 вона часто лежала в різних лікарнях, через що сім'ї надалі доводилося багато переїздити. Брати Хаяо і Арато доглядали за нею, а Кацудзі шукав найкращих лікарів, які, однак, не могли вилікувати хворобу. В 1956 вона видужала.
Через часті переїзди Хаяо змінив багато шкіл: в Уцуномії, Токіо, Тойоямі. Будучи в останньому класі старшої школи, Хаяо побачив у кіно анімаційний фільм «Легенда про білу змію». За його власними словами, саме з цієї миті він твердо вирішив стати аніматором. В цей час він читав багато манґи і вирішив створити власну, але визнав, що не вміє малювати людей і наслідує стиль манґаки Тедзуки Осами, творця персонажа Астробоя.
У 1963 закінчив престижний Університет Ґакусюін, факультет політики і економіки. В університеті відвідував клуб з вивчення дитячої літератури. У цьому клубі вивчалися в основному західні письменники.
У квітні 1963 отримав роботу художника-фазувальника в Toei Animation. Вперше як аніматор Хаяо Міядзакі проявив себе малюючи проміжні кадри для мультфільму «Марш собак» і «Хлопчик-вовк Кен» того ж року. До 1964 року став головою профспілки, оскільки був невдоволений умовами роботи. У жовтні 1965 одружився з колегою, художницею Акемі Ота. У 1965 році, під час роботи над фільмом «Подорож Гуллівера по той бік Місяця», Міядзакі висловив незгоду зі слідування оригінальному сценарію. Він домігся дозволу переписати фінал і молодому аніматору почали довіряти більш значущу роботу. Його взяв в учні художник Ясудзі Морі. У січні 1967 у Хаяо й Акемі народився перший син Ґоро.
Познайомившись у 1968 з режисером і аніматором Такахатою Ісао, Хаяо влаштувався до нього на роботу розкадрувальником, концептуальним художником і дизайнером мультфільму «Гор: принц сонця». Хоча фільм виявився не вельми успішним, Хаяо продовжив роботу і брав участь в анімації стрічок «Кіт у чоботях», «Летючий корабель-привид» і «Острів скарбів звірів». У 1969 він видав першу власну манґу «Пустельне плем'я». Того ж року народився його другий син Кейсуке.
Покинувши Toei в 1971, Хаяо спільно з Такахатою і Йоіті Отабе створив студію A Pro. Вже за кілька місяців вони перейшли в TMS Entertainment, де створили шість епізодів серіалу «Люпен III». Того ж року Хаяо звернувся до президента Tokyo Movie у Швеції, щоб отримати права на екранізацію «Пеппі Довгоїпанчохи». Автор книги Астрід Ліндгрен відхилила пропозицію. Міядзакі став головним аніматором серіалу «Панда велика і маленька», поставленого Такахатою. У 1973 році Міядзакі, Такахата й Отабе перейшли працювати на анімаційну студію Zuiyo Enterprises (майбутню Nippon Animation), де Міядзакі зрежисував аніме «Хлопчик майбутнього Конан». У 1979 році він повернувся на студію TMS, де став режисером повнометражного анімаційного фільму «Люпен III: Замок Каліостро». Потім, у 1982 році, видав манґу «Навсікая з Долини вітрів». Від видавництва Tokuma Shoten, що друкувало її в журналі «Animage», він отримав пропозицію екранізувати твір, Міядзакі погодився. Фільм вийшов у 1984 році. Натхненний успіхом фільму, він спільно з редактором «Animage» Тосію Судзукою заснував у 1985 студію Ghibli. За наступні роки було створено анімаційні фільми, що принесли студії славу: «Небесний замок Лапута», «Мій сусід Тоторо», «Відьмина служба доставки», «Порко Россо» і «Якщо прислухатись».
У 1995 році Хаяо Міядзакі взявся за створення «Принцеси Мононоке». Фільм став найкасовішим за всю історію кінопрокату Японії та в 1998 отримав премію Японської кіноакадемії в номінації «Найкращий фільм року». Після цього Міядзакі на кілька років припинив активну творчу діяльність.
Повернення до анімації відбулося 2001 року з виходом «Віднесені привидами», який отримав численні нагороди, серед яких «Оскар» 2002 в номінації «Найкращий анімаційний фільм». Однак творець фільму відмовився приїхати на церемонію нагородження через неприязнь до США за війну в Іраку. У 2004 році Міядзакі екранізував роман Діани Вінн Джонс «Мандрівний замок», що був згодом номінований на «Золотого лева» Венеціанського кінофестивалю. У 2005 році Хаяо Міядзакі вшанований спеціальним призом Венеціанського кінофестивалю за сукупний внесок у кіномистецтво. У 2008 вийшов анімаційний фільм «Рибка Поньо на кручі», який отримав дві нагороди Венеціанського кінофестивалю, дві премії Японської академії й приз Asian Film Awards в категорії «Найкращий композитор». Останнім на цей час повнометражним фільмом Міядзакі є «Вітер дужчає» на основі його ж манґи. Його було номіновано на «Золотий глобус» як найкращий фільм іноземною мовою та «Оскар» як найкращий анімаційний повнометражний фільм. У листопаді 2014 року Міядзакі здобув «Оскар» за видатні заслуги в кінематографі. Після випуску цього фільму він на якийсь час покинув студію Ghibli, заявивши, що йде на відпочинок і більше не зніматиме. Його колеги і послідовники продовжили створювати анімацію, в тому числі виконану в стилі Міядзакі.
Попри попереднє оголошення фільму «Вітер дужчає» останнім, у 2015 році Міядзакі заявив про роботу над новим фільмом «Гусениця Боро» для Ghibli. За його тодішніми словами, він планує продовжувати роботу в компанії невеликої групи аніматорів до самої смерті, створюючи короткометражні фільми. Та в жовтні 2017 він повідомив, що готує нову повнометражну роботу «Хлопчик і чапля».
Старший син, Ґоро Міядзакі, також став аніматором. Зняв анімаційну екранізацію «Оповідей Земномор'я» Урсули Ле Ґуїн, чого безуспішно домагався його батько. Проте сам Хаяо Міядзакі виступав проти цього, а фільм вийшов доволі неоднозначним. Другий син, Кейсуке Міядзакі, — різьбяр по дереву.

## Творчість

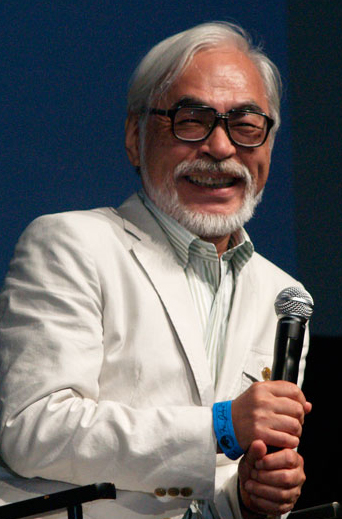
Міядзакі на San Diego Comic-Con International у 2009

### Фільмографія
Перераховано фільми, де Хаяо Міядзакі згадується в титрах.
- Гор: принц сонця (1968) — аніматор, розкадровник, дизайнер фонів;
- Дивовижний світ Кота у чоботях (1969) — аніматор, розкадровник, дизайнер;
- Летючий корабель-привид (1969) — аніматор, розкадровник, дизайнер;
- Мумі-тролі (1970) — аніматор версії від Mushi Production;
- Острів скарбів звірів (1971) — консультант із сюжету, аніматор, розкадровник, дизайнер фонів;
- Алі-Баба і сорок розбійників (1971) — менеджер, аніматор, розкадровник;
- Люпен III Частина I (1971) — керівник розробки спільно з Ісао Такахатою;
- Сонце Юкі (1972, не вийшов у прокат) — керівник розробки;
- Панда велика і маленька (1972) — розробник концепту, розкадровник, дизайнер фонів, аніматор, керівник розробки спільно з Ісао Такахатою;
- Панда велика і маленька. Дощовий день у цирку (1973) — сценарист, розкадровник, дизайн фонів, аніматор, керівник розробки спільно з Ісао Такахатою;
- Хайді (1974) — дизайн фонів, компоновник, керівник розробки спільно з Ісао Такахатою;
- Марко (1976) — дизайн фонів, компоновник;
- Хлопчик майбутнього Конан (1978) — розкадровник, керівник з розробки;
- Анна з Зелених Дахів (1979) — дизайн фонів і розкадровник епізодів 1–15, керівник розробки спільно з Ісао Такахатою;
- Замок Каліостро (Люпен III) (1979) — розкадровник, керівник з розробки, сценарист;
- Люпен III Частина II (1980) — розкадровник, керівник розробки двох епізодів під псевдонімом Цутому Терукі;
- Нові пригоди Гігантора (1980) — аніматор епізоду 8;
- Космічні пригоди Кобри (1982) — аніматор;
- Шерлок Пес (1984) — розкадровник, керівник з розробки;
- Навсікая з Долини Вітрів (1984) — режисер, керівник з розробки, сценарист;
- Небесний замок Лапута (1986) — режисер, розкадровник, керівник з розробки, сценарист;
- Мій сусід Тоторо (1988) — режисер, розкадровник, керівник з розробки, сценарист;
- Відьмина експрес-пошта (1989) — режисер, керівник з розробки, сценарист;
- Ще вчора (1991) — виконавчий продюсер;
- Порко Россо (1992) — режисер, розкадровник, керівник з розробки, сценарист;
- Помпоко: Війна танукі в період Хейсей (1994) — виконавчий продюсер;
- Якщо прислухатись (1995) — сценарист, генеральний продюсер;
- On Your Mark (1995, музичне відео на однойменну пісню гурту Chage and Aska) — розкадровник, керівник з розробки, сценарист;
- Принцеса Мононоке (1997) — режисер, розкадровник, керівник з розробки, сценарист;
- Віднесені привидами (2001) — режисер, розкадровник, керівник з розробки, сценарист;
- Полювання на китів (2001, короткометражний) — керівник з розробки, сценарист;
- Мей і кошенябус (2002, короткометражний) — керівник з розробки, сценарист;
- Фантастичні літаючі машини (2002, короткометражний) — керівник з розробки, сценарист;
- Велика проглянка Коро (2002, короткометражний) — керівник з розробки, сценарист;
- Котяча вдячність (2002) — автор ідеї, продюсер;
- Мандрівний замок (2004) — режисер, розкадровник, керівник з розробки, сценарист, виконавчий продюсер;
- Водяний павук Монмон (2006, короткометражний) — керівник з розробки, сценарист, продюсер;
- В пошуках дому (2006) — розкадровник, керівник з розробки, сценарист, продюсер;
- День, коли я зібрав врожай зірок (2006) — керівник з розробки, сценарист;
- Рибка Поньо на кручі (2008) — режисер, розкадровник, керівник з розробки, сценарист, продюсер;
- Пан тісто і принцеса Яйце (2010, короткометражний) — керівник з розробки, сценарист;
- Позичайка Аріетті (2010) — сценарист, продюсер;
- Руда Енн: дорога в зелені мезоніни (2010, короткометражний) — художник макету;
- Зі схилів Кокуріко (2011) — керівник з розробки, сценарист;
- Вітер дужчає (2013) — режисер, розкадровник, керівник з розробки, сценарист;
- Царство мрій і божевілля (2013, документальний фільм) — персонаж;
- Гусениця Боро (2018) — розкадровник, керівник з розробки, сценарист, продюсер.
- Хлопчик і чапля (2024)[16].

### Манґа
- Кіт у чоботях (1969, адаптація однойменного фільму)
- Пустельне плем'я (1969—1970)
- Острів скарбів звірів (1972)
- Навсікая з Долини вітрів (1982—1994)
- Моїй сестрі (1982)
- Подорож Шуни (1984)
- Епоха летючого корабля (1990)
- Нотатки снів (1992)
- Повернення Ганса (1994)
- Повітряна їдальня (1994)
- Тигри у багні (1998—1999)
- Подорож до Тайнмуту (2006)
- Вітер дужчає (2009)[17]

## Нагороди
- Премія Майніті: 1980, 1985, 1987, 1989, 1990, 1993, 1998, 2002, 2005 роки;
- Лауреат премії Оскар: 2002, 2014, 2024 роки;
- Лауреат премії Берлінського кінофестивалю: 2002 рік;
- Лауреат фестивалю Fantafestival: 1985 рік;
- Лауреат премії Kinema Junpo Award: 1985, 1989, 1990, 1998, 2002 роки;
- Лауреат премії «Блакитна стрічка»: 1989, 1998, 2002 роки;
- Лауреат премії Hochi Film Award: 1997 рік;
- Лауреат премії Nikkan Sports Film Award: 1997, 2002 роки;
- Лауреат фестивалю Japan Media Arts Festival: 1997 рік;
- Лауреат Гонконгської кінопремії: 2002 рік;
- Лауреат Кембриджського фестивалю: 2002, 2003 роки;
- Лауреат Дурбанського Міжнародного кінофестивалю: 2002 рік;
- Лауреат Міжнародного кінофестивалю у Сан-Франциско: 2002 рік;
- Лауреат Премії Неб'юла: 2007 рік;
- Лауреат Венеційського кінофестивалю: 2008 рік;
- Лауреат премії Japan Academy Prize: 1998, 2002, 2009 роки;
- Лауреат премії Tokyo Anime Awards: 2002, 2005, 2009 роки;
- Лауреат премії Супутник: 2003, 2013 роки
- Лауреат премії EDA: 2013[18].

## Стиль і тематика
Більшість творів Міядзакі піднімають глобальні теми, такі як ставлення людини до природи і технологічного прогресу, або підтримування мирного співіснування людей. В багатьох його аніме й манзі зображаються наслідки відділення людини від природи, намагань силоміць підкорити її, та шляхи відновлення зв'язку людини з живим довкіллям. Він зображає природу, як типово для японського фольклору, населеною духами, які не завжди є добрими і володіють власною мораллю, тому його персонажі спершу пізнають довкілля.
Війна та прагнення влади зображається головним суспільним злом у творчості Міядзакі. Проте більшість творів не мають однозначних антагоністів, на яких би цілковито покладалася вина за рушійні конфлікти. Багато головних героїв досягають перемоги через самопожертву заради інших, старанну працю і моральне зростання.
Чимало аніме й манґи Міядзакі мають жіночих протагоністів, скромних, проте сміливих дівчат і жінок. Нерідко провідною темою є дорослішання головного героя, його зіткнення зі світом дорослих та знаходження свого місця в ньому. Як зазначалося в журналі «Curator»: «Він боїться, що японські діти затуманюються культурою споживацтва, надмірної захищеності, утилітарною освітою, кар'єризмом, техно-індустріалізмом і секуляризацією, що поглинають традиційний японський анімізм». У низці творів батьки протагоністів мають негативні якості, жадібні, байдужі до дітей, або головні герої взагалі позбавлені їх. Персонажі в ході різних пригод набувають самостійності та сприяють виправленню недоліків своїх рідних.
Міядзакі є прихильником ручної анімації, а комп'ютерну вважає тільки засобом розкриття таланту, що не замінить цілком працю талановитого митця.